# Cordon bleu
Cordon bleu je paniran in ocvrt telečji zrezek, kot nekakšen polnjen dunajski zrezek. Enako kot dunajski zrezek tudi cordon bleu pogosto pripravljajo s svinjskim, puranjim ali piščančjim mesom. V Sloveniji je znan tudi kot ljubljanski zrezek, na Hrvaškem pa kot zagrebški zrezek, v Asturiji (Severna Španija) se imenuje cachopu.
Nedvomne razlage o izvoru zrezka cordon bleu ni, na podlagi nezanesljivih virov in anekdot pa se je precej uveljavilo mnenje, da gre za kulinarično domislico iz švicarskega mesta Brig v kantonu Wallis oziroma Valais. Cordon bleu JE zaslovel v drugi polovici 20. stoletja in se uveljavil kot modna jed ne le v Švici in Evropi, ampak tudi v ZDA in še marsikje. 